# ملک مشرقی قزوینی
میرزا مَلِک مشرقی قزوینی (؟ - ۱۶۴۰م) شاعر ایرانی در سدهٔ هفدهم میلادی/یازدهم هجری و منشی ویژهٔ دربار عباس یکم، پادشاه صفوی بود.

## زندگی
میرزا ملک مشرقی در سالی نامعلوم در خانواده‌ای اعیانی در قزوین یا اصفهان زاده شد. در مشهد بزرگ شد و پس از تحصیلات اولیه به هرات رفت و آغاز دوران شاعری را در هرات گذارند. از شاعران مورد علاقهٔ حسن‌خان شاملو، بیگلربیگی خراسان شد و ملازم او بوده؛ در دربار او با فصیحی و اوجی و دیگر شاعران معاشرت داشته‌است.

پس از چند سال اقامت در هرات، در شمار نزدیکان شاه عباس یکم درآمد و چون در فن انشا مهارت داشت از جملهٔ منشیان دار الانشای سلطنی گشت؛ مشرقی منشی ویژهٔ شاه عباس یکم بود و در مدح او قصایدی سرود. همچنین در موسیقی‌شناسی نزد دربار سرشناس شمرده می‌شد. دیوانش به ده هزار بیت می‌رسد که شامل غزل، قصیده، قطعه و رباعی است.

مشرقی در سال ۱۰۵۰ق/۱۶۴۰م در اصفهان درگذشت؛ ماده‌تاریخ آن از نظمی تبریزی:

| دریغا، فلک آخر از کجروی |  | روا دید آزردن مشرقی      |
| ندانم چسان دیدهٔ آسمان   |  | چو گل، دید پژمردن مشرقی؟ |
| پی سال تاریخ آن نکته‌دان |  | بگو: حیف از مردن مشرقی   |

## شعر او
قصایدش به پیروی از شاعران سبک خراسانی و با زبانی ساده و رساست که بیشتر در مدح امامان شیعه و شاه صفی و درباریان صفوی است. غزل‌هایش غالباً کوتاه و گاه کمتر از پنج بیت، «همهٔ آن‌ها با همان زبان ساده و روان و معانی و نکته‌های صریح و روشن و دور از ابهام.»

## آثار
- دیوان اشعار: نسخه‌ای از آن در موزهٔ بریتانیا موجود است، در حدود چهار هزار بیت
- شیرین و خسرو: منظومه‌ای مثنوی، حدود ۲۵۰ بیت و ناتمام.
- ساقی‌نامه: ۸۵ بیت.[۵]

## نمونه اشعار
| چو زلف آسایش از بوی تو دارم |  | چو مژگان چشم بر روی تو دارم |
| ملایم تر ز بوی یاسمینم      |  | هوای گلشن کوی تو دارم       |
| ازان گلرنگ می آید سرشکم     |  | که دایم چشم بر روی تو دارم  |

| در گلستانم و از نکهت گل محرومم |  | تشنه می میرم و لب بر لب دریا دارم |

| دل بیمار ما را آب غربت سازگار آمد |  | قفس ، شد اشیان از مهربانی های صیادم |

| خاریم و در برابر آتش نشسته ایم |  | بر ما اگر رسد مددی از صبا رسد |

| بی تو جامی نکشد گل که ندامت نکشد       |  | سرو بی همرهی قدّ تو قامت نکشد |
| یا رب آن کس که به تیغت دم ابی داده است |  | آفت تشنگی روز قیامت نکشد     |